# Je me sens si seul (chanson de Johnny Hallyday)
Ne doit pas être confondu avec Je suis seul.
Pour la chanson de Marc Lavoine, voir Je me sens si seul.
Singles de Johnny Hallyday
Rock'n'roll man
(1974) Hey, Lovely Lady - La fille de l'été dernier
(1975)
Je me sens si seul est une chanson de Johnny Hallyday, enregistrée en 1958. Il s'agit du plus ancien enregistrement connu du chanteur, ce document amateur est resté inédit en disque jusqu'en 2006. Alors âgé de 15 ans, Johnny Hallyday adapte en français Heartbreak Hotel, chanson américaine de 1956.
En 1974, Johnny Hallyday enregistre officiellement le standard d'Elvis Presley sous le titre À l’hôtel des cœurs brisés, sur des paroles légèrement différentes signées Long Chris.
Délaissant la version de 1974, le chanteur inscrit Je me sens si seul au programme de son tour de chant au Zénith de Paris en 1984, une captation enregistrée en public est alors réalisée.

## Histoire
En 1957, le futur Johnny Hallyday, alors âgé de 14 ans, découvre avec le film Amour frénétique le rock'n'roll et Elvis Presley. Il se passionne pour ce nouveau son qui (il l'ignore encore) va sceller son destin.
En 1958, il fréquente assidûment le Golf-Drouot, là, s'accompagnant à la guitare, il chante régulièrement des reprises et adaptations de rocks américains. Il s'essaie aussi dans divers cabarets, où, quand il n'essuie pas un refus lors des auditions, il est renvoyé des le premier soir, sa musique indisposant les clients... Cette même année, chez un copain, accompagné à la guitare par Philippe Duval, il enregistre sur un magnétophone deux chansons : Tutti Frutti de Little Richard et l'adaptation française du succès de Presley Heartbreak Hotel, devenu sous sa plume Je me sens si seul. Ce document amateur, bien que de qualité médiocre et incomplet - sera conservé... retrouvé... et édité 48 ans plus tard, à l'occasion de la sortie d'une intégrale de la période Vogue de Johnny Hallyday.
Après avoir participé (le 30 décembre 1959), à l'émission de radio Paris Cocktail et chanté Viens faire une partie (autre adaptation d'une chanson d'Elvis Presley Let's Have a Party), remarqué par Jil et Jan, il est par eux introduit chez Vogue et signe un contrat avec la maison de disques le 16 janvier 1960...
Il faut attendre 1974 et l'album Rock'n'Slow, pour que Johnny Hallyday, sous le titre À l'hôtel des cœurs brisés, enregistre officiellement une version française d'Heartbreak Hotel, sur des paroles de Long Chris.
Si la version de Long Chris propose un titre proche de l'original, celui retenu par Johnny est la traduction de « I feel so lonely », leitmotiv maintes fois répété dans la chanson. 
Jamais enregistré en studio, Je me sens si seul, 26 années plus tard, est créé à la scène en 1984 lors du spectacle de Johnny Hallyday au Zénith de Paris ; l'enregistrement de 1958 étant totalement inconnu du public (qui ignore jusqu'à son existence), le titre est considéré alors comme une nouveauté.

## Discographie
Je me sens si seul
- 2006 (première édition de la maquette originale de 1958) : Coffret 5 CD Souvenirs, souvenirs 5 CD Sony BMG 82876694222 (CD N°4 82876694222/4)[6]
- 1984 : album Johnny Hallyday au Zénith (version enregistrée en public)
- 1985 : Johnny Hallyday Zénith 85 (sortie posthume en 2024)

À l’hôtel des cœurs brisés
- 1974 : album Rock 'n' Slow
- 1975 : 45 tours Philips 6009 584 : À propos de mon père, À l’hôtel des cœurs brisés[7]
- 1993 : Parc des Princes 1993 (inclus dans un medley)

Heartbreak Hotel
- 1991 : Dans la chaleur de Bercy
- 2000 : BOF Love Me (version studio)
- 2007 : La Cigale : 12-17 décembre 2006

## Classements hebdomadaires
| Classement (1975) | Meilleure position |
| ----------------- | ------------------ |
| France            | 11                 |